# Ron de Groot
Ronnie de Groot, detto Ron (Nimega, 29 marzo 1960), è un allenatore di calcio ed ex calciatore olandese, di ruolo centrocampista.